# منتخب أستراليا تحت 17 سنة لكرة القدم
منتخب أستراليا تحت 17 سنة لكرة القدم (بالإنجليزية: Australia national under-17 Football team)، هي منتخب قومي لكرة القدم لمن يلعب تحت سن 17 سنة في أستراليا، حققت لكأس أوقيانوسيا لكرة القدم 10 مرات، وكانت آخرها سنة 2005م قبل الانضمام إلى الاتحاد الآسيوي لكرة القدم، وكانت أعلى نتيجة حققها المنتخب الأسترالي للناشئين هي وصولها إلى ربع النهائي مرتين سنة 2010م في أوزبكستان و2014م في تايلاند.

## سجل التنافس

### كأس العالم تحت 17 سنة لكرة القدم
لعبت أستراليا لكأس العالم للناشئين 12 مرة، وكانت أفضل نتيجة تحقيق أستراليا الوصافة سنة 1999 في أرضه وبين جمهوره.
| سجل كأس العالم تحت 17 سنة لكرة القدم | سجل كأس العالم تحت 17 سنة لكرة القدم | سجل كأس العالم تحت 17 سنة لكرة القدم | سجل كأس العالم تحت 17 سنة لكرة القدم | سجل كأس العالم تحت 17 سنة لكرة القدم | سجل كأس العالم تحت 17 سنة لكرة القدم | سجل كأس العالم تحت 17 سنة لكرة القدم | سجل كأس العالم تحت 17 سنة لكرة القدم | سجل كأس العالم تحت 17 سنة لكرة القدم |
| السنة                                | النتيجة                              | المركز                               | لعب                                  | فاز                                  | تعادل                                | خسر                                  | له                                   | عليه                                 |
| ------------------------------------ | ------------------------------------ | ------------------------------------ | ------------------------------------ | ------------------------------------ | ------------------------------------ | ------------------------------------ | ------------------------------------ | ------------------------------------ |
| 1985                                 | ربع النهائي                          | الخامس                               | 4                                    | 3                                    | 1                                    | 0                                    | 4                                    | 1                                    |
| 1987                                 | ربع النهائي                          | السادس                               | 4                                    | 2                                    | 0                                    | 2                                    | 3                                    | 5                                    |
| 1989                                 | مرحلة المجموعات                      | الرابع عشر                           | 3                                    | 0                                    | 1                                    | 2                                    | 3                                    | 6                                    |
| 1991                                 | ربع النهائي                          | السابع                               | 4                                    | 2                                    | 0                                    | 2                                    | 7                                    | 6                                    |
| 1993                                 | ربع النهائي                          | السادس                               | 4                                    | 1                                    | 1                                    | 2                                    | 7                                    | 5                                    |
| 1995                                 | ربع النهائي                          | السادس                               | 4                                    | 1                                    | 1                                    | 2                                    | 6                                    | 7                                    |
| 1997                                 | لم يتأهل                             | لم يتأهل                             | لم يتأهل                             | لم يتأهل                             | لم يتأهل                             | لم يتأهل                             | لم يتأهل                             | لم يتأهل                             |
| 1999                                 | المركز الثاني                        | الثاني                               | 6                                    | 4                                    | 0                                    | 2                                    | 7                                    | 5                                    |
| 2001                                 | ربع النهائي                          | الثامن                               | 4                                    | 2                                    | 0                                    | 2                                    | 6                                    | 6                                    |
| 2003                                 | مرحلة المجموعات                      | السادس عشر                           | 3                                    | 0                                    | 0                                    | 3                                    | 1                                    | 6                                    |
| 2005                                 | مرحلة المجموعات                      | المركز 12                            | 3                                    | 1                                    | 0                                    | 2                                    | 2                                    | 5                                    |
| 2007                                 | لم يشارك                             | لم يشارك                             | لم يشارك                             | لم يشارك                             | لم يشارك                             | لم يشارك                             | لم يشارك                             | لم يشارك                             |
| 2009                                 | لم يتأهل                             | لم يتأهل                             | لم يتأهل                             | لم يتأهل                             | لم يتأهل                             | لم يتأهل                             | لم يتأهل                             | لم يتأهل                             |
| 2011                                 | الجولة 16                            | الخامس عشر                           | 4                                    | 1                                    | 1                                    | 2                                    | 3                                    | 7                                    |
| 2013                                 | لم يتأهل                             | لم يتأهل                             | لم يتأهل                             | لم يتأهل                             | لم يتأهل                             | لم يتأهل                             | لم يتأهل                             | لم يتأهل                             |
| 2015                                 | الجولة 16                            | السادس عشر                           | 4                                    | 1                                    | 1                                    | 2                                    | 3                                    | 11                                   |
| 2017                                 | لم يتأهل                             | لم يتأهل                             | لم يتأهل                             | لم يتأهل                             | لم يتأهل                             | لم يتأهل                             | لم يتأهل                             | لم يتأهل                             |
| 2019                                 | تأهل                                 | تأهل                                 | تأهل                                 | تأهل                                 | تأهل                                 | تأهل                                 | تأهل                                 | تأهل                                 |
| الاجمالي                             | 13/18                                | 0مرة                                 | 47                                   | 18                                   | 6                                    | 23                                   | 52                                   | 70                                   |

### كأس أوقيانوسيا للأمم تحت 17 سنة
| سجل كأس أوقيانوسيا للأمم تحت 17 سنة | سجل كأس أوقيانوسيا للأمم تحت 17 سنة | سجل كأس أوقيانوسيا للأمم تحت 17 سنة | سجل كأس أوقيانوسيا للأمم تحت 17 سنة | سجل كأس أوقيانوسيا للأمم تحت 17 سنة | سجل كأس أوقيانوسيا للأمم تحت 17 سنة | سجل كأس أوقيانوسيا للأمم تحت 17 سنة | سجل كأس أوقيانوسيا للأمم تحت 17 سنة | سجل كأس أوقيانوسيا للأمم تحت 17 سنة |
| السنة                               | النتيجة                             | المركز                              | لعب                                 | فاز                                 | تعادل                               | خسر                                 | له                                  | عليه                                |
| ----------------------------------- | ----------------------------------- | ----------------------------------- | ----------------------------------- | ----------------------------------- | ----------------------------------- | ----------------------------------- | ----------------------------------- | ----------------------------------- |
| 1983                                | البطل                               | الأول                               | 5                                   | 5                                   | 0                                   | 0                                   | 22                                  | 2                                   |
| 1986                                | البطل                               | الأول                               | 4                                   | 3                                   | 0                                   | 1                                   | 10                                  | 1                                   |
| 1989                                | البطل                               | الأول                               | 4                                   | 4                                   | 0                                   | 0                                   | 35                                  | 1                                   |
| 1991                                | البطل                               | الأول                               | 4                                   | 3                                   | 1                                   | 0                                   | 15                                  | 4                                   |
| 1993                                | البطل                               | الأول                               | 4                                   | 4                                   | 0                                   | 0                                   | 12                                  | 1                                   |
| 1995                                | البطل                               | الأول                               | 3                                   | 3                                   | 0                                   | 0                                   | 11                                  | 0                                   |
| 1997                                | المركز الثاني                       | الثاني                              | 5                                   | 4                                   | 0                                   | 1                                   | 30                                  | 1                                   |
| 1999                                | البطل                               | الأول                               | 7                                   | 7                                   | 0                                   | 0                                   | 55                                  | 1                                   |
| / 2001 ‏                             | البطل                               | الأول                               | 6                                   | 6                                   | 0                                   | 0                                   | 52                                  | 0                                   |
| / 2003 ‏                             | البطل                               | الأول                               | 7                                   | 7                                   | 0                                   | 0                                   | 40                                  | 3                                   |
| 2005 ‏                               | البطل                               | الأول                               | 5                                   | 5                                   | 0                                   | 0                                   | 38                                  | 0                                   |
| الاجمالي                            | 11/11                               | 10مرة                               | 54                                  | 51                                  | 1                                   | 2                                   | 320                                 | 13                                  |

### بطولة آسيا للناشئين تحت 16 عاما
| بطولة آسيا للناشئين تحت 16 عاما | بطولة آسيا للناشئين تحت 16 عاما | بطولة آسيا للناشئين تحت 16 عاما | بطولة آسيا للناشئين تحت 16 عاما | بطولة آسيا للناشئين تحت 16 عاما | بطولة آسيا للناشئين تحت 16 عاما | بطولة آسيا للناشئين تحت 16 عاما | بطولة آسيا للناشئين تحت 16 عاما | بطولة آسيا للناشئين تحت 16 عاما |
| السنة                           | النتيجة                         | المركز                          | لعب                             | فاز                             | تعادل                           | خسر                             | له                              | عليه                            |
| ------------------------------- | ------------------------------- | ------------------------------- | ------------------------------- | ------------------------------- | ------------------------------- | ------------------------------- | ------------------------------- | ------------------------------- |
| 2006                            | لم يشارك                        | لم يشارك                        | لم يشارك                        | لم يشارك                        | لم يشارك                        | لم يشارك                        | لم يشارك                        | لم يشارك                        |
| 2008                            | ربع النهائي                     | الخامس                          | 4                               | 3                               | 0                               | 1                               | 13                              | 5                               |
| 2010                            | ربع النهائي                     | الرابع                          | 5                               | 3                               | 1                               | 1                               | 12                              | 5                               |
| 2012                            | ربع النهائي                     | السادس                          | 4                               | 2                               | 1                               | 1                               | 5                               | 6                               |
| 2014                            | ربع النهائي                     | الثالث                          | 5                               | 4                               | 1                               | 0                               | 12                              | 4                               |
| 2016                            | مرحلة المجموعات                 | السادس عشر                      | 3                               | 0                               | 0                               | 3                               | 2                               | 10                              |
| 2018                            | ربع النهائي                     | الرابع                          | 5                               | 3                               | 0                               | 2                               | 10                              | 9                               |
| الاجمالي                        | 6/7                             | 0مرة                            | 26                              | 15                              | 3                               | 8                               | 54                              | 39                              |

### بطولة آسيان تحت 16 سنة لكرة القدم
| سجل بطولة آسيان تحت 16 سنة لكرة القدم | سجل بطولة آسيان تحت 16 سنة لكرة القدم | سجل بطولة آسيان تحت 16 سنة لكرة القدم | سجل بطولة آسيان تحت 16 سنة لكرة القدم | سجل بطولة آسيان تحت 16 سنة لكرة القدم | سجل بطولة آسيان تحت 16 سنة لكرة القدم | سجل بطولة آسيان تحت 16 سنة لكرة القدم | سجل بطولة آسيان تحت 16 سنة لكرة القدم | سجل بطولة آسيان تحت 16 سنة لكرة القدم |
| السنة                                 | النتيجة                               | المركز                                | لعب                                   | فاز                                   | تعادل                                 | خسر                                   | له                                    | عليه                                  |
| ------------------------------------- | ------------------------------------- | ------------------------------------- | ------------------------------------- | ------------------------------------- | ------------------------------------- | ------------------------------------- | ------------------------------------- | ------------------------------------- |
| 2008 ‏                                 | البطل                                 | الأول                                 | 5                                     | 3                                     | 2                                     | 0                                     | 14                                    | 4                                     |
| 2009 ‏                                 | ألغيت                                 | ألغيت                                 | ألغيت                                 | ألغيت                                 | ألغيت                                 | ألغيت                                 | ألغيت                                 | ألغيت                                 |
| 2010 ‏                                 | لم يشارك                              | لم يشارك                              | لم يشارك                              | لم يشارك                              | لم يشارك                              | لم يشارك                              | لم يشارك                              | لم يشارك                              |
| 2011                                  | لم يشارك                              | لم يشارك                              | لم يشارك                              | لم يشارك                              | لم يشارك                              | لم يشارك                              | لم يشارك                              | لم يشارك                              |
| 2012 ‏                                 | المركز الثاني                         | الثاني                                | 4                                     | 2                                     | 1                                     | 1                                     | 9                                     | 8                                     |
| 2013 ‏                                 | المركز الثالث                         | الثالث                                | 6                                     | 4                                     | 2                                     | 0                                     | 30                                    | 2                                     |
| 2014                                  | ألغيت                                 | ألغيت                                 | ألغيت                                 | ألغيت                                 | ألغيت                                 | ألغيت                                 | ألغيت                                 | ألغيت                                 |
| 2015 ‏                                 | المركز الثالث                         | الثالث                                | 6                                     | 5                                     | 0                                     | 1                                     | 36                                    | 8                                     |
| 2016 ‏                                 | البطل                                 | الأول                                 | 7                                     | 3                                     | 3                                     | 1                                     | 27                                    | 13                                    |
| 2017                                  | المركز الثالث                         | الثالث                                | 7                                     | 5                                     | 0                                     | 2                                     | 27                                    | 10                                    |
| 2018                                  | لم يشارك                              | لم يشارك                              | لم يشارك                              | لم يشارك                              | لم يشارك                              | لم يشارك                              | لم يشارك                              | لم يشارك                              |
| 2019                                  | مرحلة المجموعات                       |                                       | 5                                     | 3                                     | 1                                     | 1                                     | 11                                    | 5                                     |
| الاجمالي                              | 7/9                                   | 2مرة                                  | 40                                    | 25                                    | 9                                     | 6                                     | 149                                   | 52                                    |